# Lucio Calpurnio Bestia
Lucio Calpurnio Bestia  fue un político y militar de la República romana del siglo II a. C.

## Carrera política
Fue nombrado tribuno de la plebe en el año 121 a. C. y consiguió el levantamiento del destierro de Publio Popilio Lenas que se había decretado bajo presión de Cayo Graco en 123 a. C.
Este hecho lo hizo popular entre el partido aristocrático; merced a su ayuda en el año 111 a. C. fue elegido cónsul con Publio Cornelio Escipión Nasica Serapión de colega. Fue enviado a África para dirigir la campaña contra Yugurta, rey de Numidia. Al principio se empleó con energía, pero después fue sobornado y concluyó una paz deshonrosa sin consultar con el Senado. Tras esto, volvió a Roma para dirigir los comicios.
Su conducta levantó mucha indignación en Roma; bajo presión popular se abrió una investigación sobre el asunto. Un proyecto de ley en este sentido fue presentado por Cayo Mamilio Limetano; se nombraron tres jueces (en latín, quaestiores), uno de los cuales fue Marco Emilio Escauro a pesar de haber sido su legado en la campaña (y, por tanto, igualmente culpable).
En este juicio varios altos personajes romanos fueron condenados, entre ellos, Bestia. Su castigo no se menciona, pero en el año 90 a. C. vivía en Roma y salió voluntariamente al exilio después de la entrada en vigor de la lex Varia que imponía que todos los que habían instigado a los italianos a la revuelta tenían que ir a juicio.
Bestia tenía muchas buenas cualidades: era prudente, activo y capaz de soportar la fatiga; no era ignorante en asuntos de guerra y no desmayaba frente al peligro; pero era extremadamente codicioso.